# 구마바야시 신고
구마바야시 신고(일본어: 熊林 親吾, 1981년 6월 23일 ~ )는 일본의 전 축구 선수이다.

## 구단 경력
과거 주빌로 이와타, 쇼난 벨마레, 요코하마 F. 마리노스, 베갈타 센다이, 도쿠시마 보르티스, 더스파 구사쓰, 블라우블리츠 아키타에서 활동하였다.